# Баламутовка (Хмельницкая область)
Баламу́товка (укр. Баламутівка) — село в Россошанской сельской общине Хмельницкого района Хмельницкой области Украины.
Население по переписи 2001 года составляло 584 человека. Телефонный код — 3853. Код КОАТУУ — 6825880801.

## География
Село находится в центральной части области на расстоянии примерно в 13 километрах по прямой к юго-востоку от центра района города Хмельницкий. Абсолютная высота — 311 метров над уровнем моря. В селе есть четыре пруда — «Панский пруд», выкопанный в начале XX века, «Большой пруд», «Полевой пруд» и «Малый пруд».